# Fakku
Fakku (стилізовано: «FAKKU!» чи просто «F!», японська запозичувальна форма слова fuck :ァ ッ ク) — найбільший у світі англомовний видавець хентаю. У Fakku зареєстровано понад 500 000 користувачів, якими було створено понад 3 мільйонів публікацій.
Спочатку Факку був агрегатором, який надавав користувачам сканування манґи та додзіньші для дорослих японського виробництва. На початковому етапі розвитку вміст завантажували виключно адміністратори сайту, але згодом ці привілеї стали поширюватися і на спільноту, що дозволило перекладачам значно збагатити свою цільову авдиторію поширення. Однак наприкінці 2015 року Fakku здійснив перехід до публікації лише офіційно ліцензованої хентай-манги.
Fakku та його завсновник Джейкоб Ґрейді мають відомі стосунки з Денні Чу, телевізійною персоною та блогером. На Anime Expo 2010, 2011 та 2012 років (у Лос-Анджелесі, штат Каліфорнія) Джейкоб та Денні влаштовували зустрічі спільнот, які залучали велику аудиторію шанувальників та користувачів.

## Історія розвитку
Fakku був створений в грудні 2006 року Джейкобом Ґрейді під час навчання інформатиці в штаті Массачусетс. Fakku був розроблений під кодовою назвою «AAH» або «All About Hentai» (що згодом стало підзаголовком сайту). Спочатку Джейкоб використовував гроші зі студентських позик для оплати витрат на сервери та пропускну здатність, але ця ідея швидко показала свою безперспективність, і незабаром після запуску Fakku був змушений закритися. Він був відновлений шляхом пожертв користувачів, які дали змогу врятували діяльність сайту у липні 2007 року.
З липня 2011 року Факку уклав угоду про ліцензування потокового передавання з Kitty Media, дочірньою компанією Media Blasters. Угода дозволяє Fakku поширювати певні тайтли аніме на власний розсуд, починаючи з Immoral Sisters. І субтитри, і дубльовані видання «Аморальних сестер» були доступні для користувачів «Fakku» безкоштовно.
19 червня 2014 року Fakku оголосив, що вступив у партнерство з Wanimagazine з метою опублікування повного каталогу хентай-манги англійською мовою. Це було початком їхнього переходу до видання лише законно ліцензованого вмісту; до кінця 2015 року Fakku видалив усі неліцензійні сканації з сайту.
11 грудня 2015 року Факку оголосив про плани розпочати кампанію на Kickstarter для публікації переробленої версії Тошио Маеди «Urotsukidōji: Legend of the Overfiend» англійською мовою. Kickstarter мав стати першим кроком у реалізації плану видати всі роботи Маеди англійською мовою, а наступними будуть La Blue Girl, Demon Beast Invasion та Adventure Kid. Kickstarter був запущений 19 червня 2016 року і завершився 19 липня 2016 року, досягнувши своєї мети.
7 липня 2016 року Факку оголосив про придбання еро-гуро-манґи Шинтаро Каґо «Koi no Choujikuuhou» та хентаю Аріси Ямамото «Aiko no Ma-chan».
3 липня 2017 року Fakku оголосив про співпрацю ще з трьома журналами: Girls forM, Comic Bavel та Comic Europa.
27 листопада 2017 року Fakku оголосив про придбання Kitty Media.
21 грудня 2018 року вебсайт, який займався потоковим поширенням хентаю та фансабом Hentai Haven (який закрився напередодні) оголосив, що співпрацює з Fakku для відновлення діяльності сайту. 11 травня 2019 року вебсайт Hentai Haven розпочав зворотний відлік часу, коли почнеться резервне копіювання, і відновив діяльність, починаючи з 12 травня 2019 року.
6 липня 2019 року Fakku оголосив про додавання до служби чотирьох журналів: Dascomi (перезапуск Comic Europa), Comic Aoha (перезапуск Comic Koh), Comic Happining та Weekly Kairakuten.
7 липня 2019 року PapaHH — засновник Hentai Haven — розмістив повідомлення на домашній сторінці вебсайту, стверджуючи, що «Fakku повністю монополізував ситуацію і викинув нас з нашого бізнесу». Через день стало відомо що Ґрейді та PapaHH врегулювали цю проблему під час особистої зустрічі, і роботу вебсайту було відновлено. 12 липня 2019 року PapaHH пояснив, що «вся ситуація розбурхалася через непорозуміння» і що Hentai Haven "буде продовжувати діяти як незалежна організація, а Fakku допомагатиме [їм] досягти [їхньої] мети легалізації власної діяльності ".